# 纤花鼠李
纤花鼠李（学名：Rhamnus leptacantha）为鼠李科鼠李属下的一个种。